# Matt Uelmen

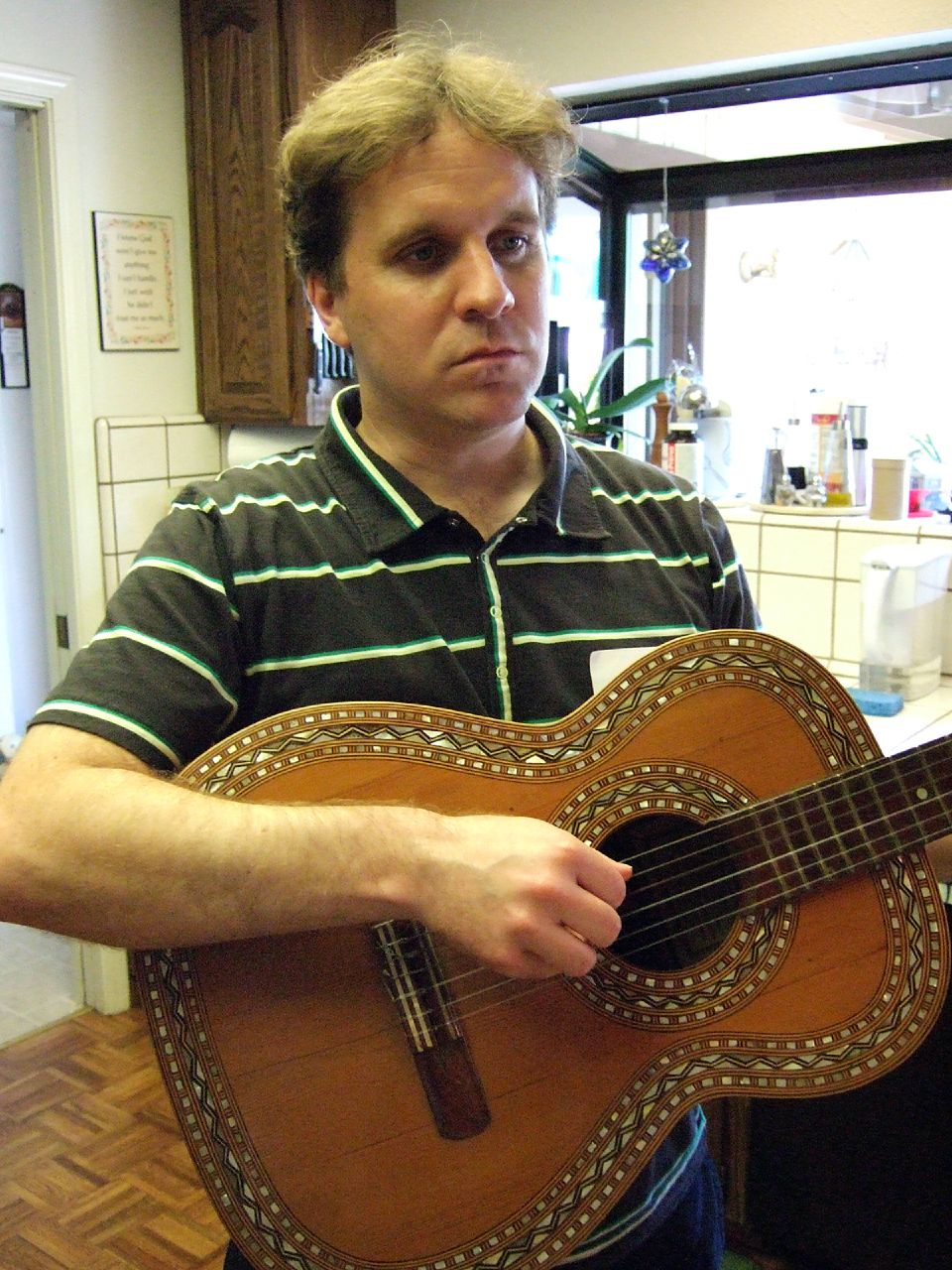
Matt Uelmen.

Matt Uelmen (nació el 31 de julio de 1973) es un compositor estadounidense. Es bastante conocido por sus trabajos en videojuegos.
Destaca su banda sonora del videojuego Diablo de Blizzard Entertaintment, el cual fue reconocido con el premio Excelencia en Audio por la IGDA en el 2001. También trabajó como diseñador de sonido para StarCraft y Diablo II. También compuso la canción Outlands para el videojuego World of Warcraft: The Burning Crusade.